# Mezőkeresztes
Mezőkeresztes är en ort i Ungern.   Den ligger i provinsen Borsod-Abaúj-Zemplén, i den nordöstra delen av landet, 130 km öster om huvudstaden Budapest. Mezőkeresztes ligger 104 meter över havet och antalet invånare är 4 116.
Terrängen runt Mezőkeresztes är platt. Runt Mezőkeresztes är det ganska glesbefolkat, med 40 invånare per kvadratkilometer. Närmaste större samhälle är Mezőkövesd, 8,9 km väster om Mezőkeresztes. Trakten runt Mezőkeresztes består till största delen av jordbruksmark.